# Cormier
Sorbus domestica
Pour les articles homonymes, voir Cormier (homonymie).
Espèce
Répartition géographique
Statut de conservation UICN

 LC  : Préoccupation mineure
Le Cormier  ou Sorbier domestique (Sorbus domestica L.) est une espèce de plantes à fleurs de la famille des Rosacées. C'est un arbre qui donne des fruits appelés « cormes » ou « sorbes » ressemblant à des petites pommes ou poires, d'où leur surnom de poirillons.
Au Canada, l'espèce appelée Cormier est le Sorbier d'Amérique, espèce voisine. Il est souvent confondu avec le Sorbier des oiseleurs.

## Description

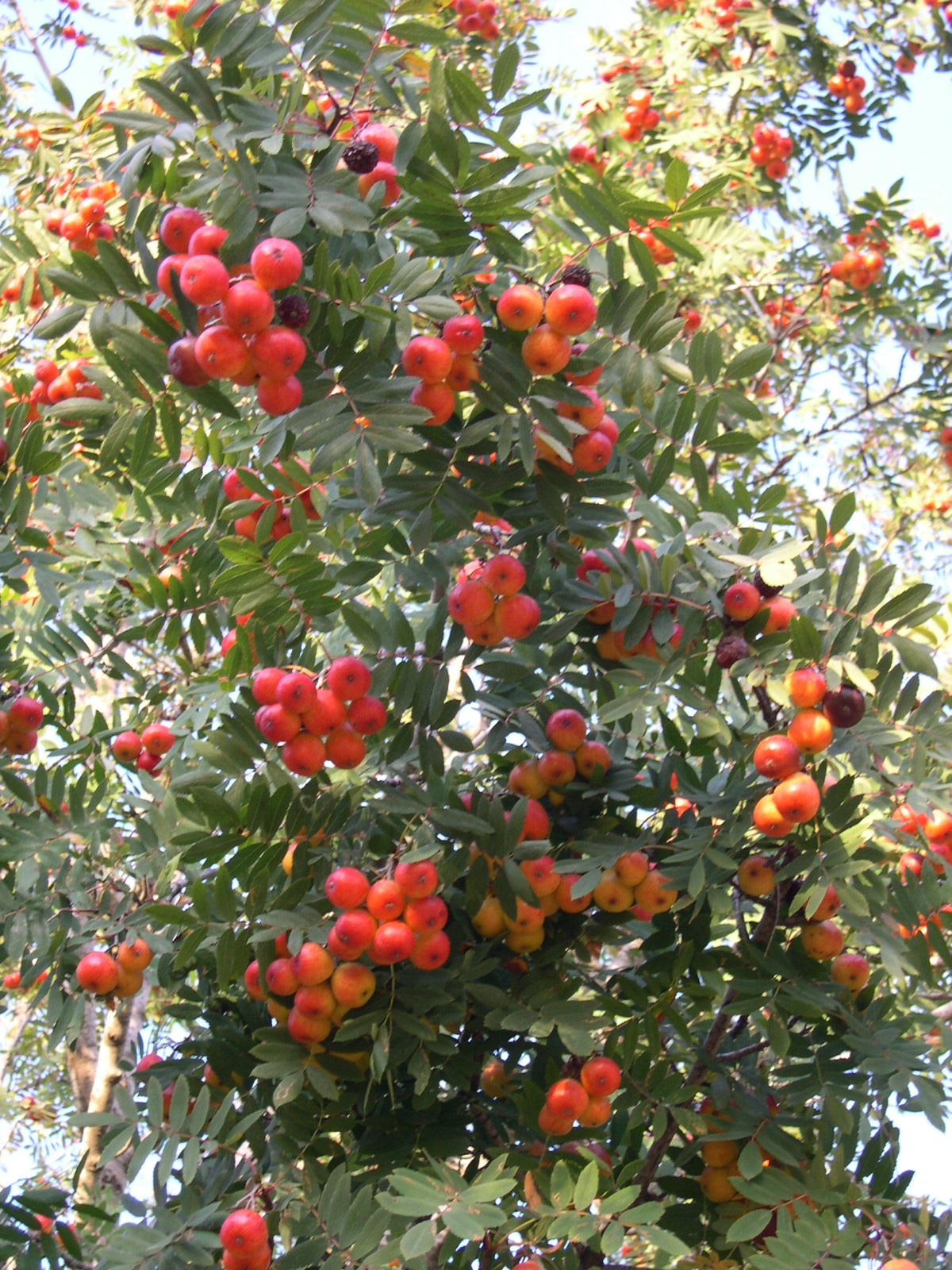

Espèce d'origine méditerranéenne, il vivait à l'origine sur tout le pourtour du bassin. Il fut répandu au temps de l'Empire romain jusque dans le reste de l'Europe.
Dans son biotope du Sud, il ne dépasse guère 10 à 12 m de hauteur et un diamètre de tronc de 30 à 45 cm. En remontant dans les régions plus humides et aux sols plus riches, il atteint des circonférences deux fois plus grandes et, en forêt, arrive à égaler de peu les plus grands arbres. Une variété parmi les espèces de sorbiers possède une facilité d'acclimatation dans beaucoup de zones différentes. Avec les migrations végétales actuelles et des aires de répartition qui s'agrandissent avec les températures changeantes, il n'aura aucun problème quant à son intégration dans de nouvelles aires.
Sa multiplication par germination n'est pas très efficace dans certains biotopes et ses rejets pas toujours suffisants pour pérenniser l'espèce. C'est pour cela que l'assistance de l'humain est nécessaire pour des plantations et sélections d'individus aux caractères génétiques riches[Interprétation personnelle ?] (notamment dans la partie nord de la France, au-delà de la ligne allant de la Drôme du nord au sud de la Dordogne).
C'est un arbre à l'écorce brun-orangé, qui ressemble à celle du chêne, aux feuilles caduques pennées (13 à 21 folioles) et aux fleurs blanches. Ses fruits verts tachés de brun-rougeâtre à maturité peuvent ressembler à de petites pommes (maliformes) ou à de petites poires (piriforme) selon les cultivars. Ces fruits sont très appréciés des petits mammifères, en particulier du blaireau (Meles meles) qui joue un rôle primordial dans la dissémination des graines (excréments enterrés contenant les graines).
Cette espèce est post-pionnière. Elle a des besoins en lumière élevés (même si elle préfère un léger ombrage au plein soleil) ; c'est un arbre à forte croissance et à axe continu capable de développer un grand houppier. On la retrouve souvent sur des stations un peu difficiles, non pas que les meilleurs sols ne lui conviennent pas (au contraire, l'arbre en profite très bien), mais parce que des arbres d'espèces concurrentes en profitent mieux et le supplanteront à moins d'une intervention humaine.
La longévité moyenne du cormier est de 150 à 200 ans, des individus pouvant atteindre plus de quatre siècles.

## Caractéristiques
Selon Philippe Julve :
Organes reproducteurs :
- Type d'inflorescence : corymbe
- Répartition des sexes : hermaphrodite
- Type de pollinisation : monogame
- Période de floraison : avril à juin

Graine :
- Type de fruit : drupe, appelée corme ou sorbe
- Mode de dissémination : endozoochore

Habitat et répartition : forêt
- Habitat type : bois quadrifoliés proeuropéens, basophiles, oligotrophes
- Aire de répartition : méditerranéen.

## Milieu naturel
Le Cormier pousse dans la Chênaie buissonnante (Quercion pubescenti-petraeae), sans exclusive. Il s'agit d'une forêt claire thermophile de bas de pente rocheuse, autrefois utilisée pour la tannerie, actuellement non exploitée. Ces biotopes sont en diminution en Suisse car remplacés par des vignes ou des zones bâties.

## Espèce en danger

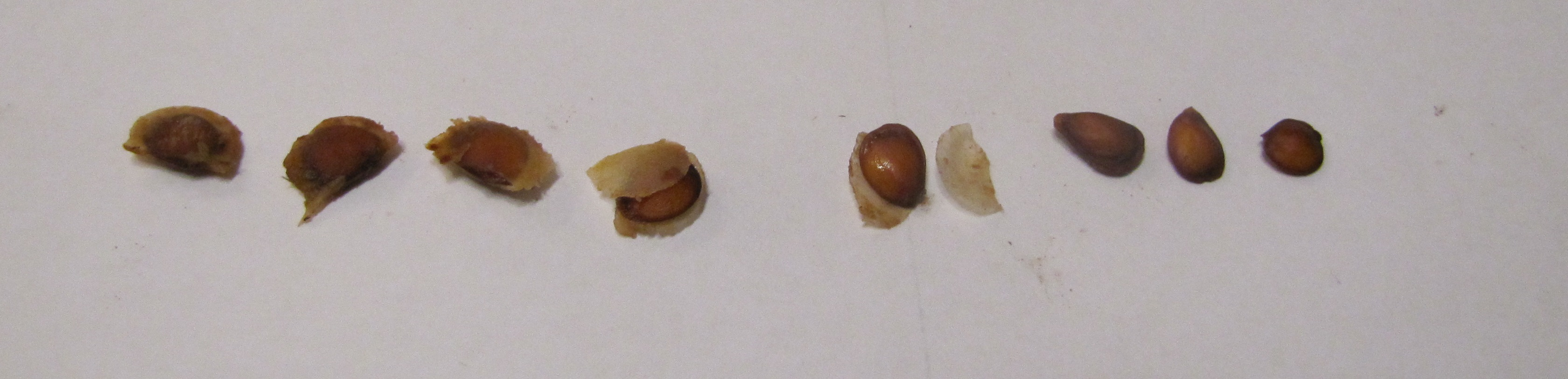
Pépins de cormes fin novembre.

Le cormier est un arbre de plus en plus rare. Il figure sur la liste des espèces en danger en Suisse et en Autriche. L'atlas de la flore lorraine le considère comme « rare » sur le territoire considéré. Cultivé en pépinière en France, il apparaissait en 2015 en 38e position dans le palmarès des essences (22e position des essences feuillues) avec 45 469 plants vendus, nombre en régression par rapport à celui de l'année précédente.
Les pépins, débarrassés d'une enveloppe transparente, nécessitent plusieurs mois de stratification froide à 4°. Même enterrés, ils sont la cible des mulots.
Le cormier a quelques ennemis comme les insectes ou les champignons parasites, le chancre nectrien particulièrement virulent.

### Arbres remarquables
Le plus grand et certainement le plus ancien spécimen d'Europe se situe près de la ville de Strážnice dans la province de Moravie, en République tchèque. Son tronc mesure plus de 4,50 m de circonférence et on estime qu'il aurait plus de 400 ans. Mais le plus gros cormier est slovaque, avec 5,06 m de circonférence et plus de 20 m de hauteur.

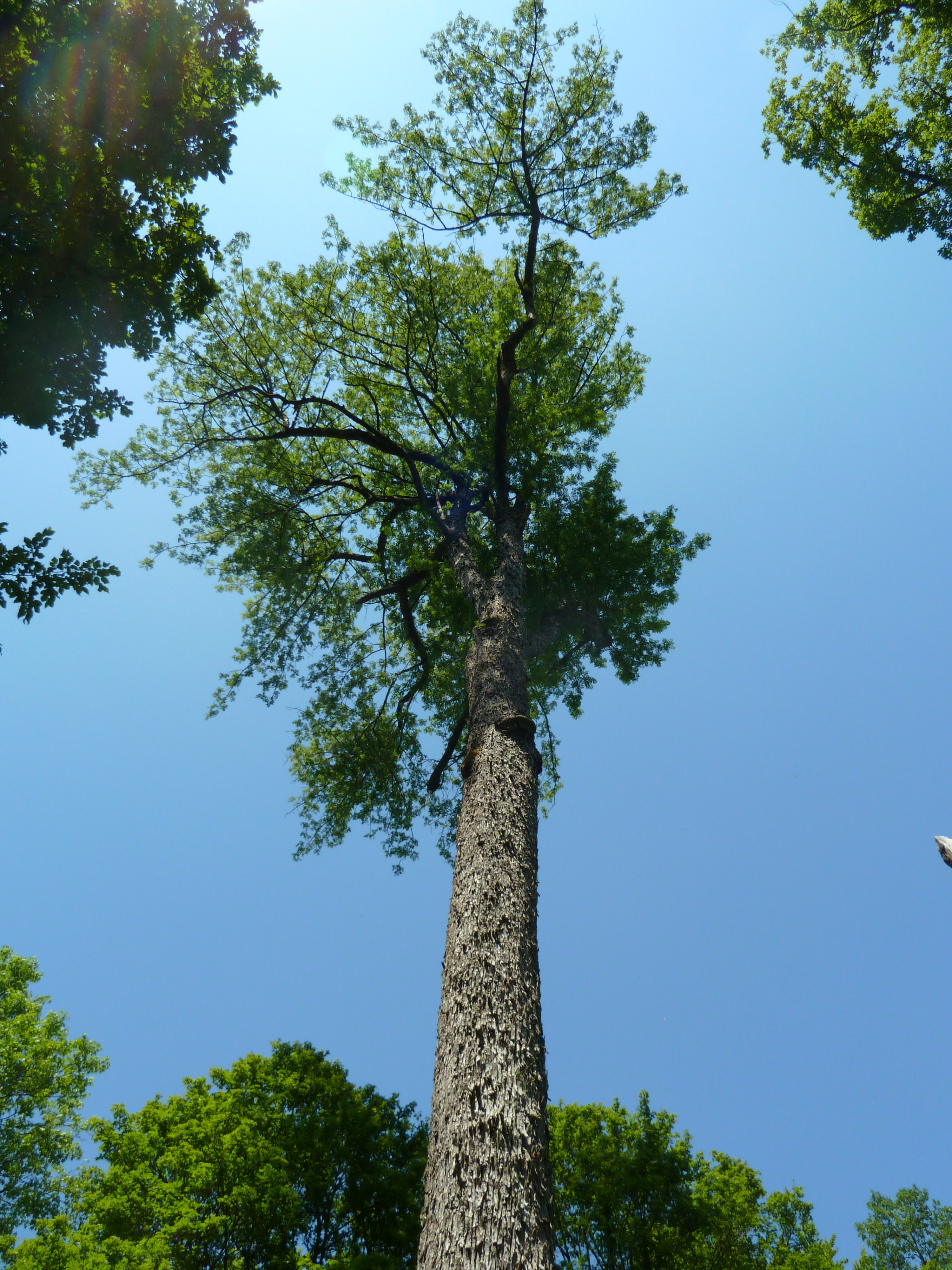
Le cormier de Commercy.

#### EnFrance
En Moselle, à Ebring, un spécimen atteint un diamètre de 75 cm et une hauteur de seize mètres. À Théding, toujours dans le département de la Moselle, il en subsiste aussi quelques spécimens de belle taille dont un de 3,03 m de tour qui prospère dans une haie champêtre. Dans la forêt domaniale du Buchholz à Sarreguemines (Moselle), un individu de 2,02 m de circonférence et une taille de 32 +/- 2m a un âge estimé entre 160 et 190 ans. À Puttelange-aux-Lacs, le chemin d'accès à la ferme du Welschof, entre le lac du même nom et l'autoroute, sont plantés une douzaine de cormiers en alignement d'un diamètre de 40 à 50 cm et d'une vingtaine de mètres de hauteur. Des semis de cormiers sont victimes du gibier (très appétents pour le chevreuil comme tous les fruitiers). Dans la forêt communale de Guenviller existe un individu très bas, branchu, dont le diamètre est d'environ 80 à 90 cm.
Dans la forêt de Commercy (Meuse), un cormier de 200 ans atteint 35 m de hauteur (+/-1,5 m) pour environ 2,35 m de circonférence (mesure 2011). Dans les Vosges, dans la forêt de Moriville, un cormier de 28 m de haut et 70 cm de diamètre a été découvert en 1980.
En Alsace, à Marmoutier, un cormier de 250 ans, 14 m de haut et 3,3 m de circonférence a été classé arbre remarquable national en 2016.
En Anjou, dans le parc du château du Martreil, à Sainte-Christine, on pouvait admirer un spécimen remarquable dont le tronc mesurait 3,70 m de circonférence à 1,20 m de hauteur. C'était un des plus beaux spécimens de l'Ouest de la France. Mais entièrement creux, il s'est écroulé et les restes ont été retirés.
En Champagne, dans la Forêt du Chêne à la Vierge, sur la commune de Sermiers, dans le département de la Marne, au cœur du parc naturel régional de la Montagne de Reims, deux cormiers remarquables sont répertoriés :  le Gros cormier et le cormier de Montrieul, lequel atteint une hauteur de 15 mètres et une circonférence de près de 2 mètres selon le panneau de l'ONF qui présente l'arbre. Tous deux se trouvent tous deux sur la route forestière de la Fontaine de l'Aulne, au nord de l'étang de Nanteuil, sont répertoriés comme arbres remarquables.

## Usages
Le bois du cormier est très dense : 800 à 900 kg/m3 (par comparaison : 700 à 800 kg/m3 pour le chêne et 550 à 600 kg/m3 pour le merisier), et figure parmi les bois indigènes les plus durs en France. Aussi sert-il à la fabrication de manches d'outils particulièrement résistants. Il a longtemps été prisé aussi pour la confection des fûts d'outils de corroyage (rabots, riflards, varlopes, guillaumes...) ou pour la réalisation d'outils de traçage (règles, trusquins) et de toise. Dans les moulins, les dents rapportées (alluchons) sur couronne en fonte de l'engrenage multiplicateur étaient faites en cormier. Les graveurs sur bois ont aussi utilisé le cormier pour l'impression d'images. D'une façon générale, le bois du cormier est apprécié comme bois d'œuvre en ébénisterie.
Le cormier est utilisé en agroforesterie pour protéger des vignes du soleil par son feuillage léger ou pour favoriser le développement de la truffe car la corme, en se décomposant, libère du carbone qui lui est favorable. Par ailleurs, les fleurs du cormier sont mellifères.
Il semble que les fruits du cormier, cormes ou sorbes, comestibles,,, aient été appréciés des Grecs dès l'Antiquité. Platon y fait référence (τὰ ὄα) dans Le Banquet, dans le discours d'Aristophane, et y évoque un processus de conservation, sans entrer dans le détail.
Après blettissement, comme pour la nèfle, les fruits de cormier peuvent être utilisés pour préparer une boisson gazeuse faiblement alcoolisée, le cormé. Après macération, ils peuvent être distillés pour fabriquer une eau de vie la sorbette. Il est également possible de les transformer en confiture.
Le cormier fait partie des espèces testées en agrosylviculture en France, dans des champs ou vignes.

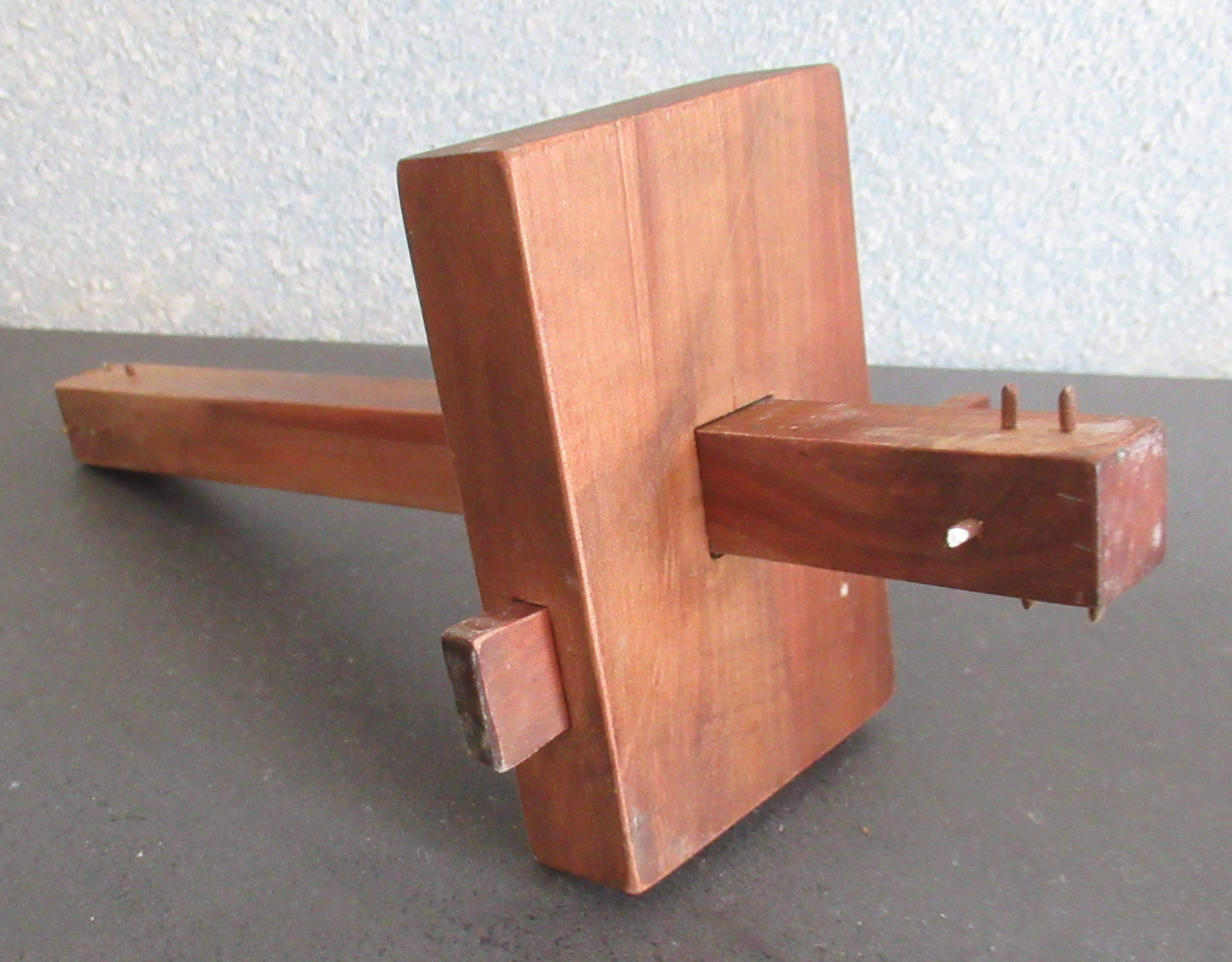
Trusquin de menuisier, en bois de cormier.
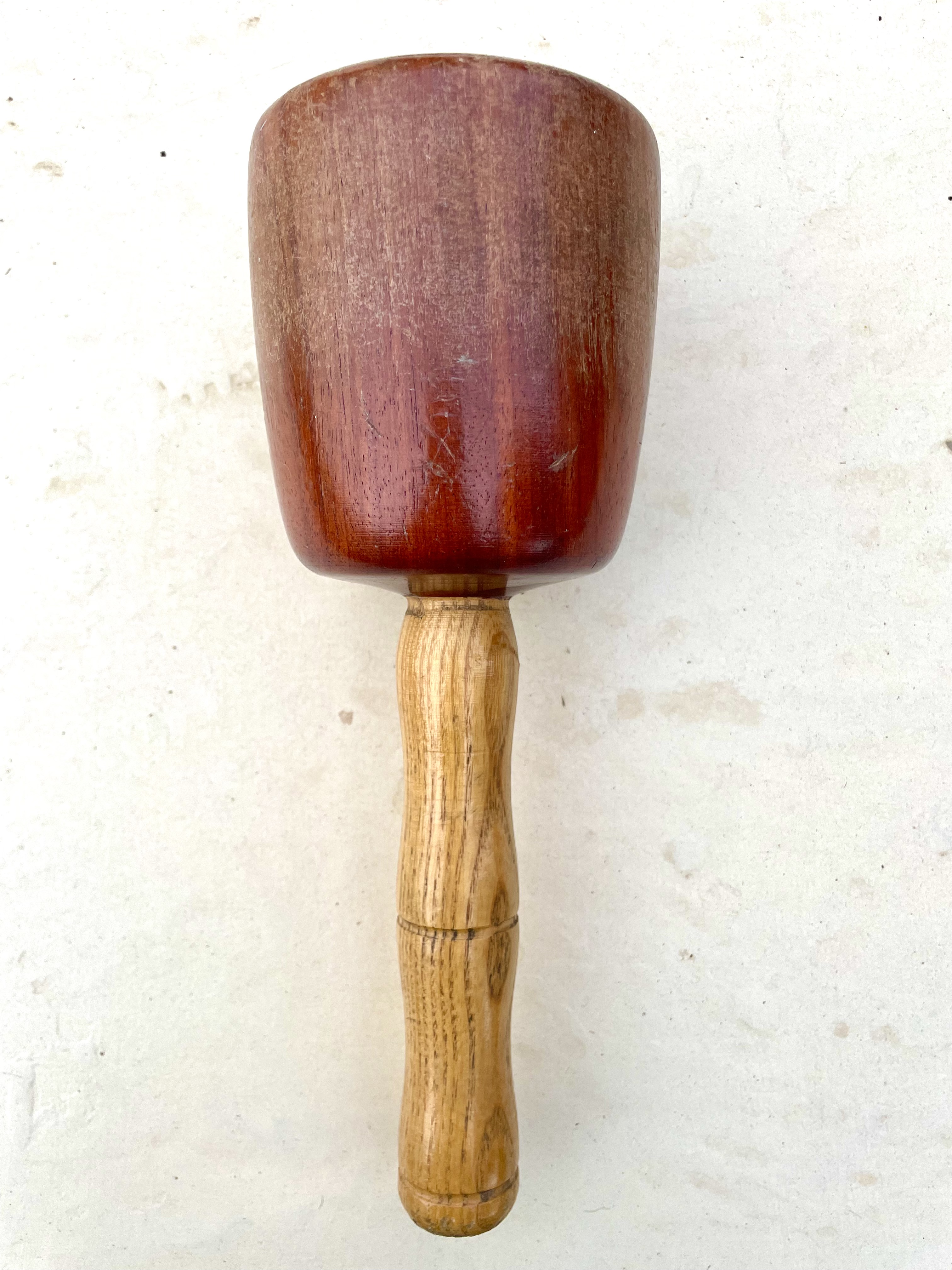
Massette en cormier (partie foncée) et poirier.
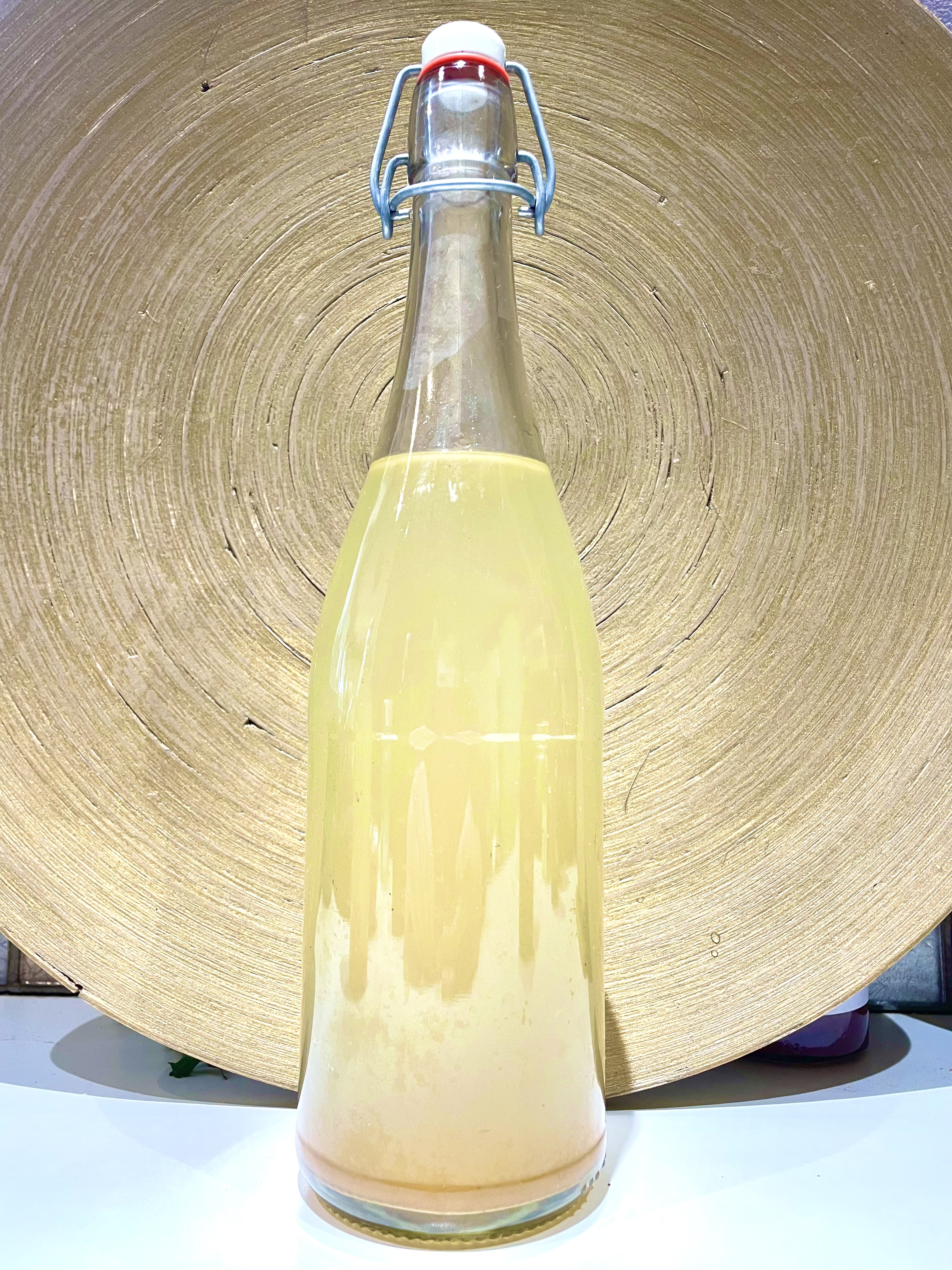
Bouteille de cormé fait maison.
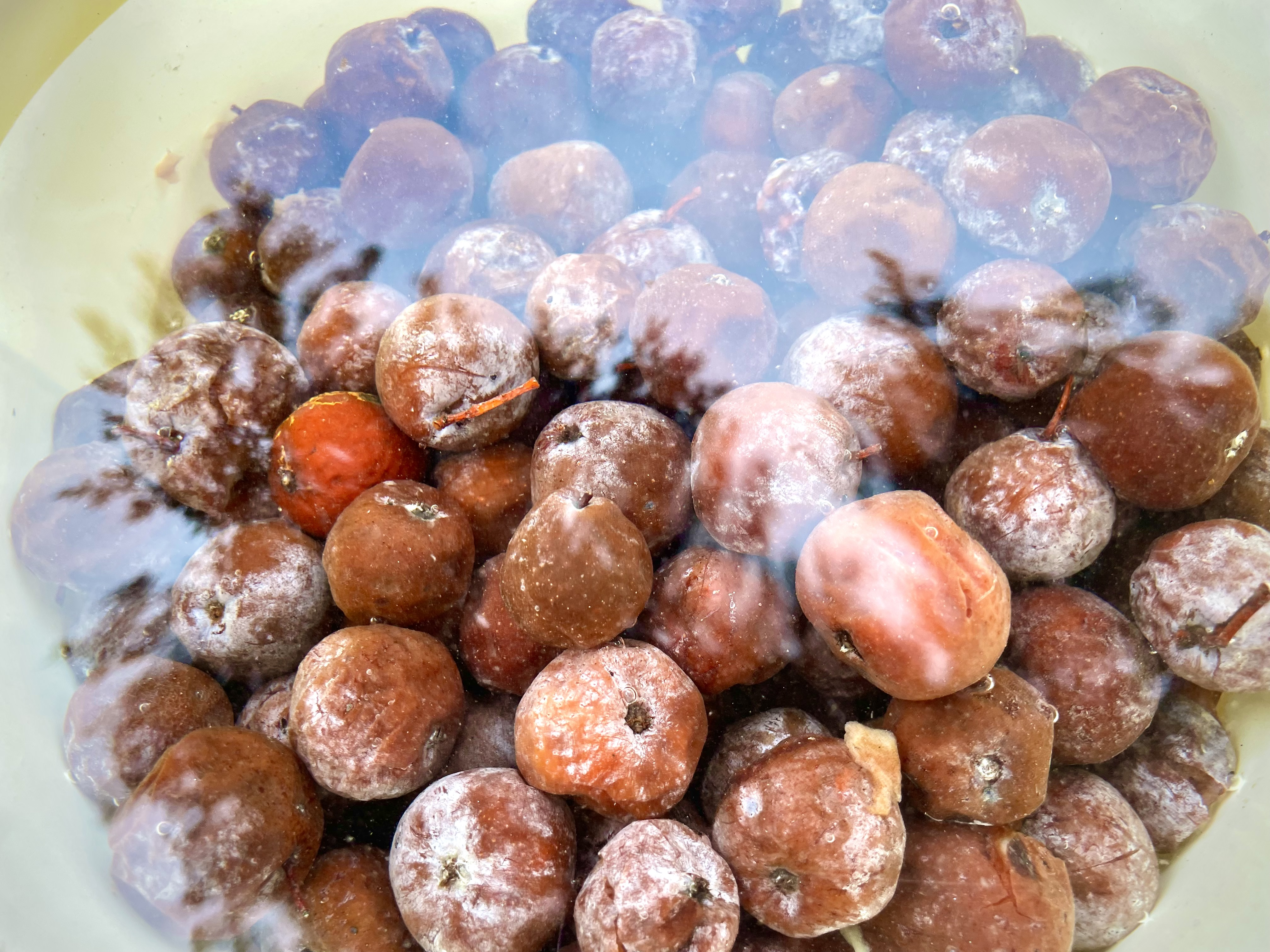
Cormes en macération pour fabriquer du cormé.
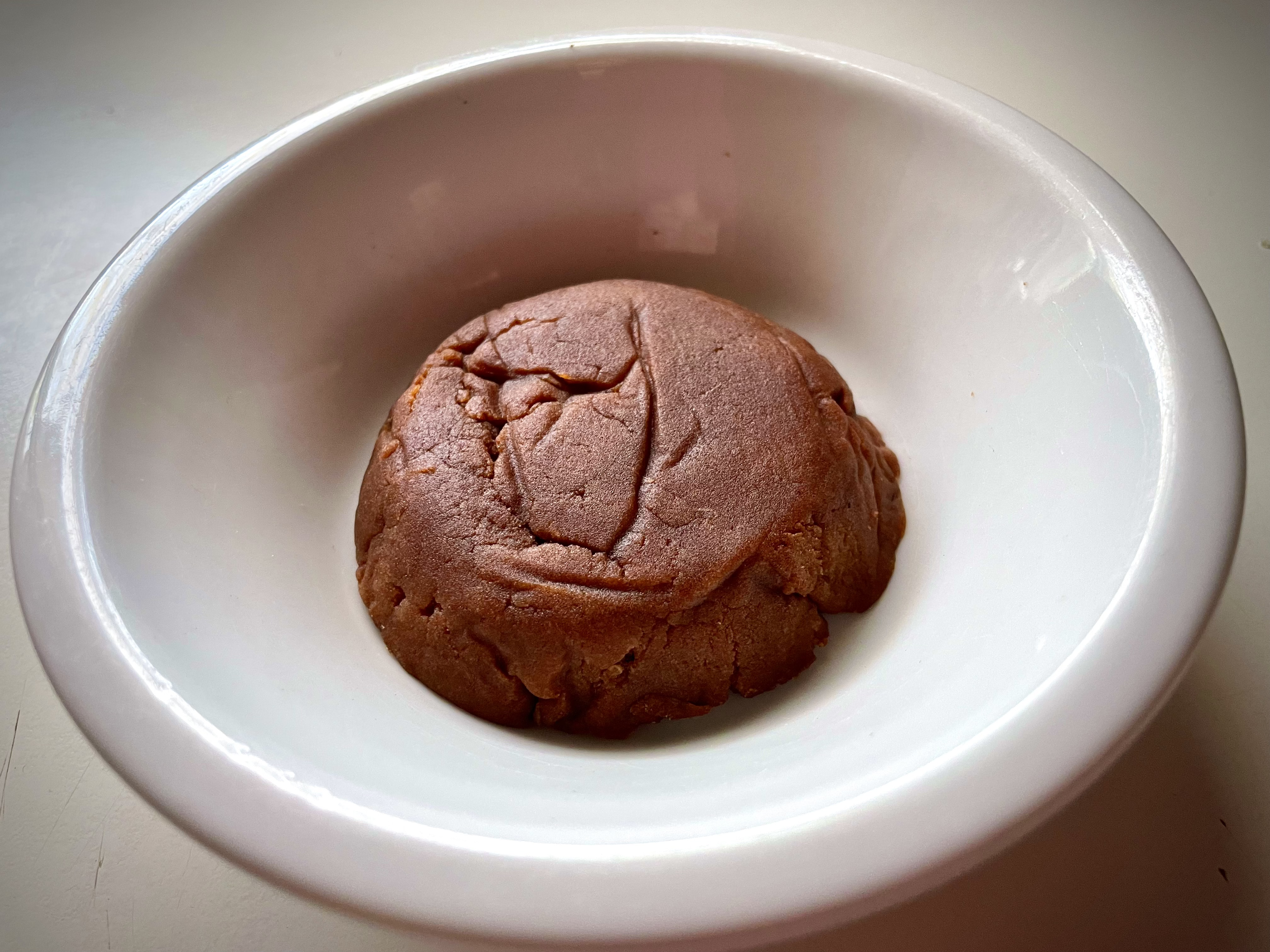
Pâte à base de chair de cormes.
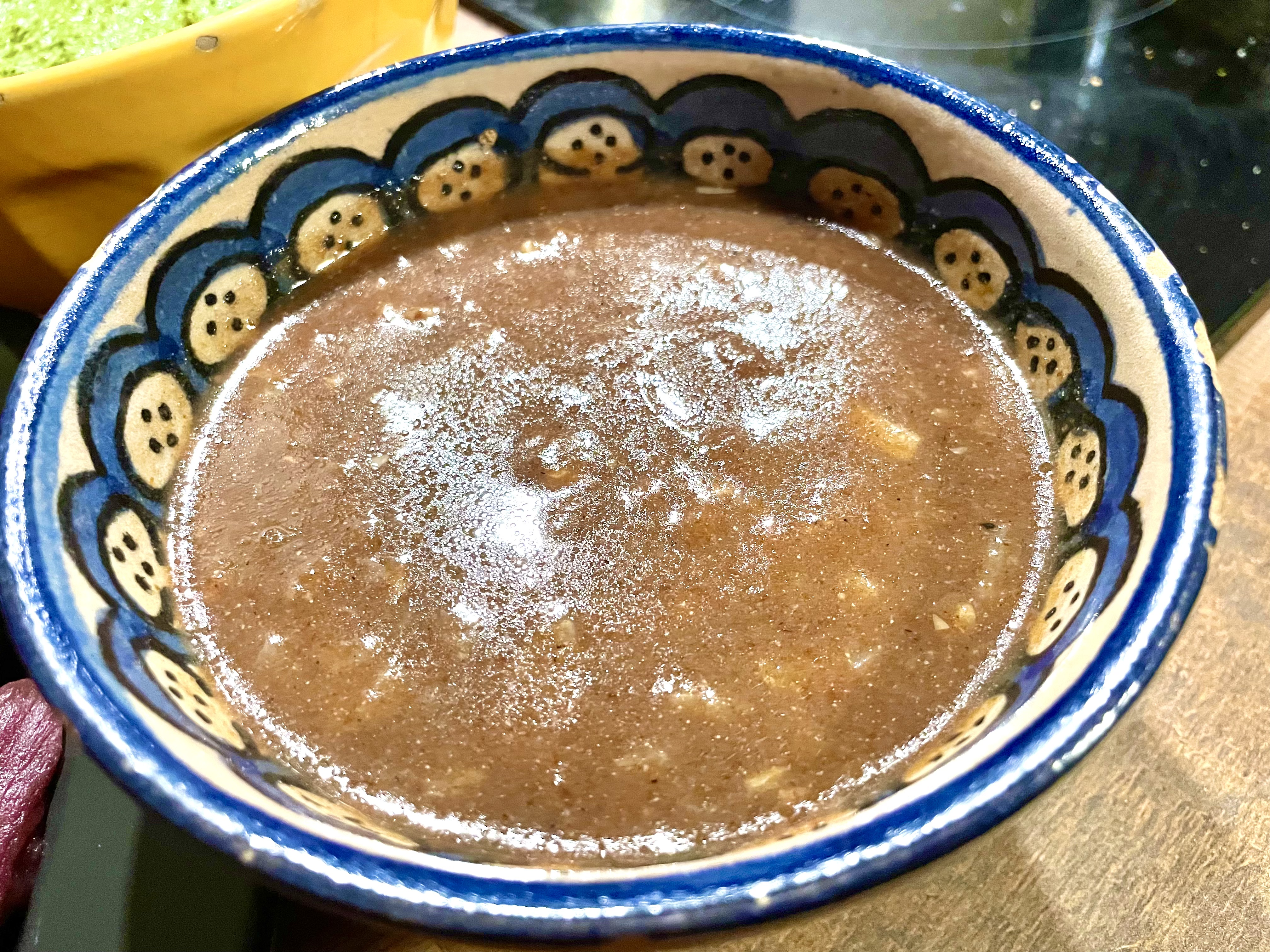
Sauce à base de pâte de cormes.

## Calendrier républicain
Le cormier voit son nom attribué au 29e jour du mois de brumaire du calendrier républicain ou révolutionnaire français, généralement chaque 19 novembre du calendrier grégorien.

## Galerie

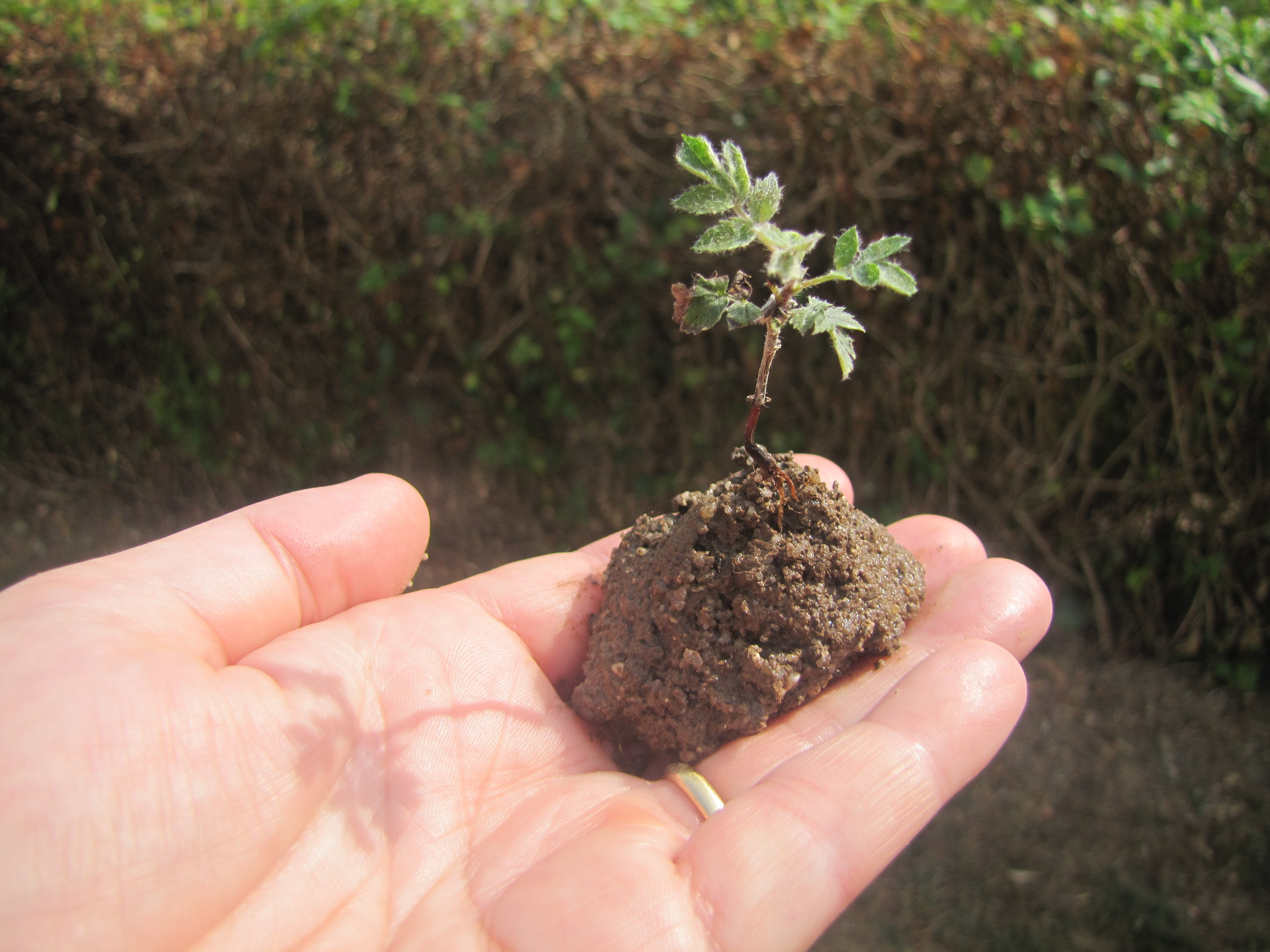
Très jeune cormier.
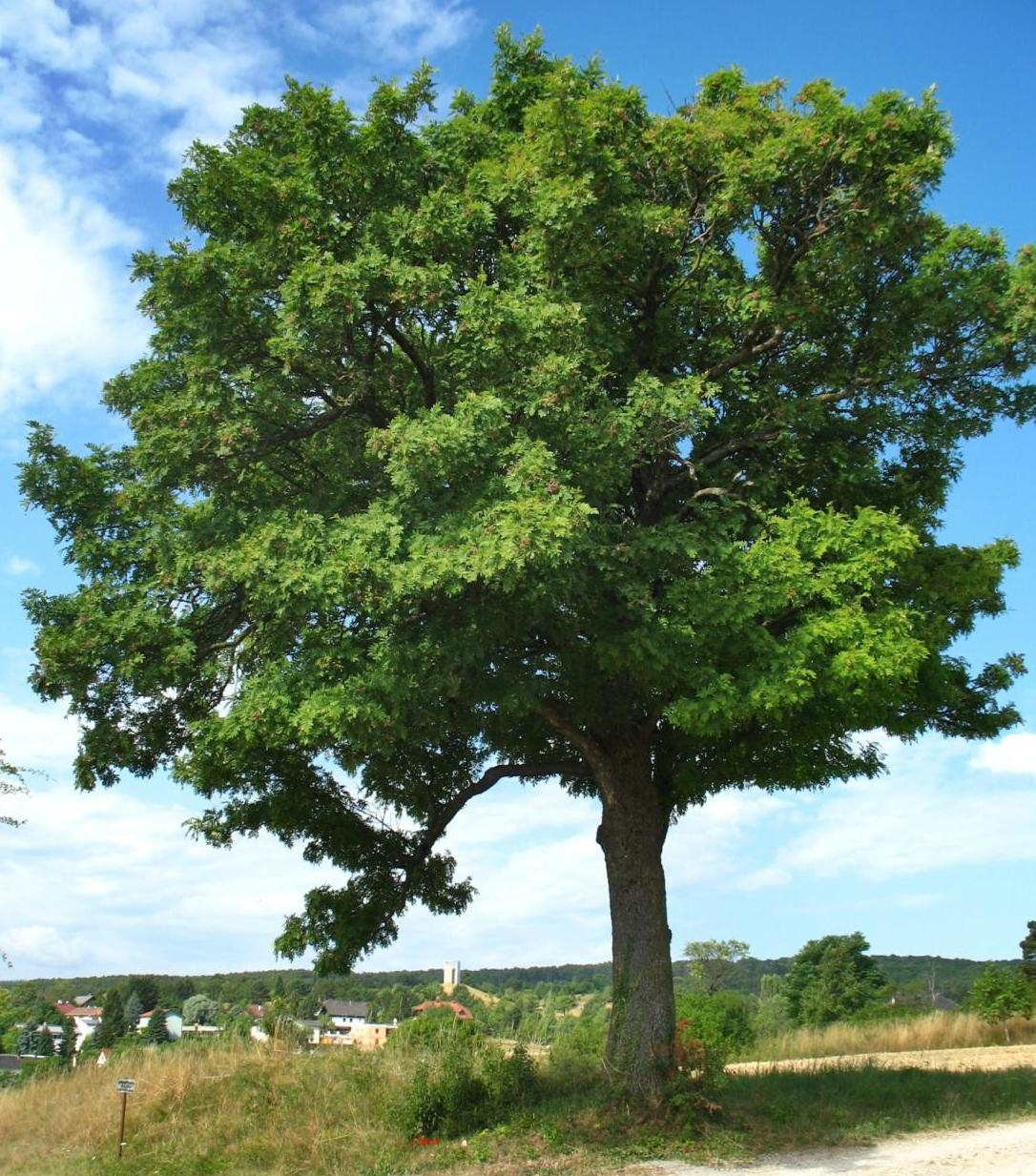
Cormier en Autriche.
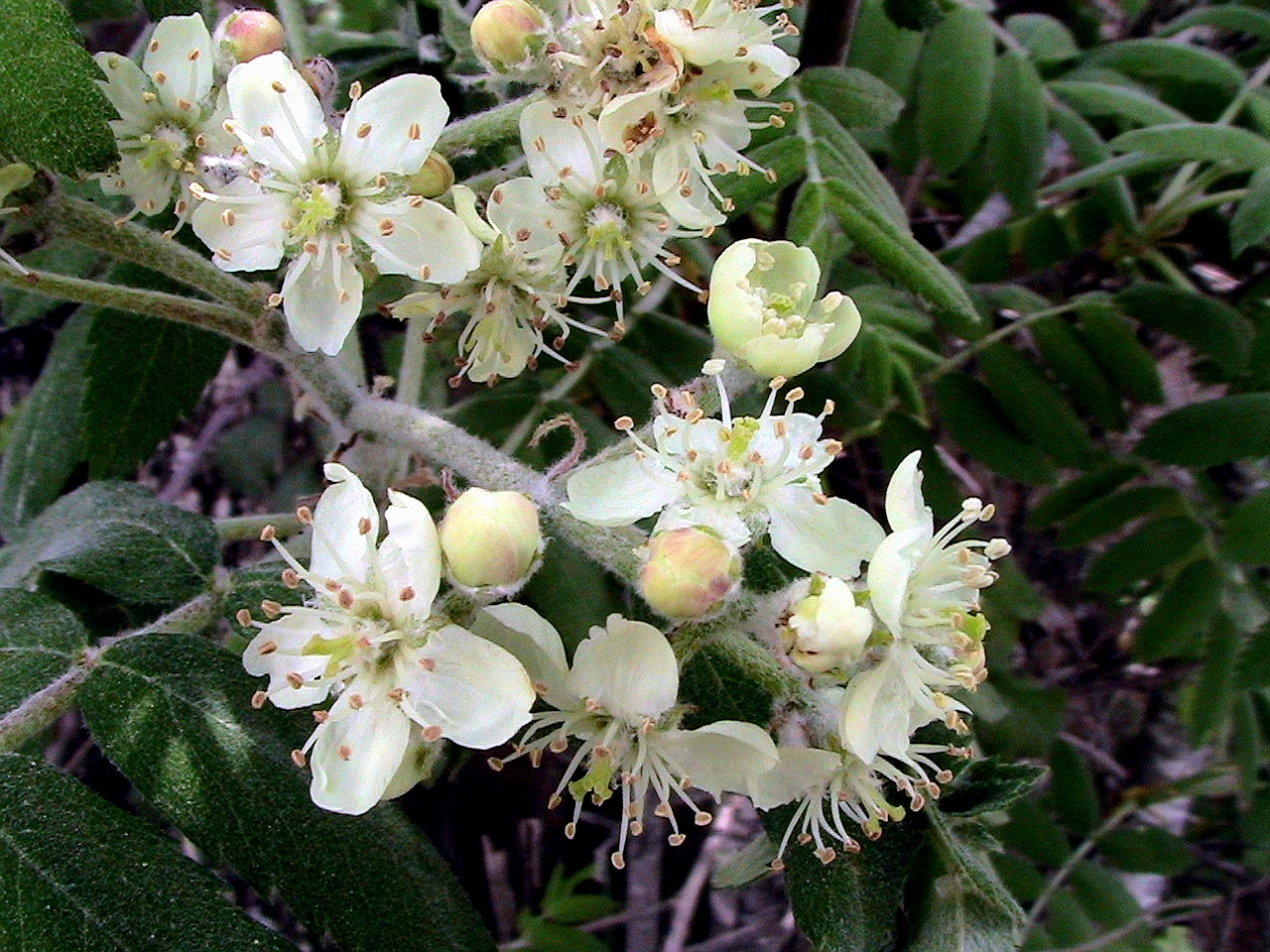
Fleurs de cormier.
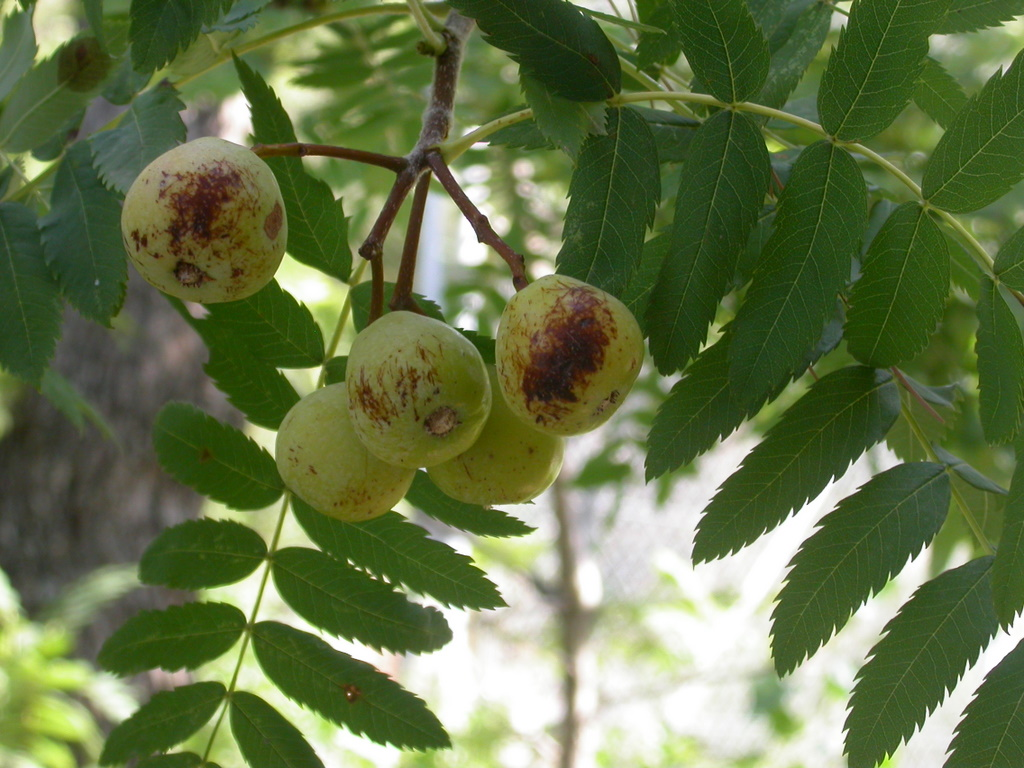
Jeunes fruits pas murs.
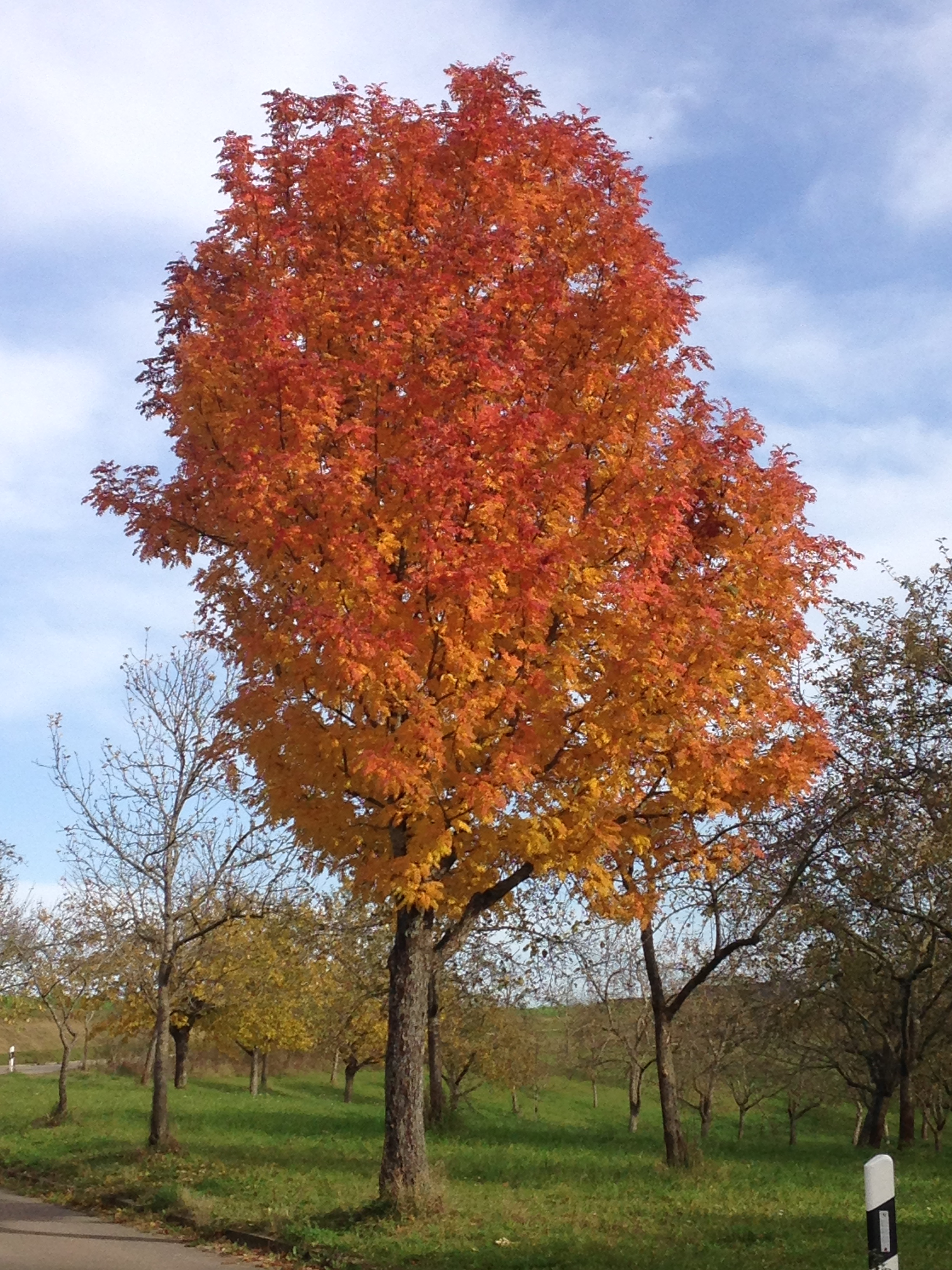
Cormier en automne.
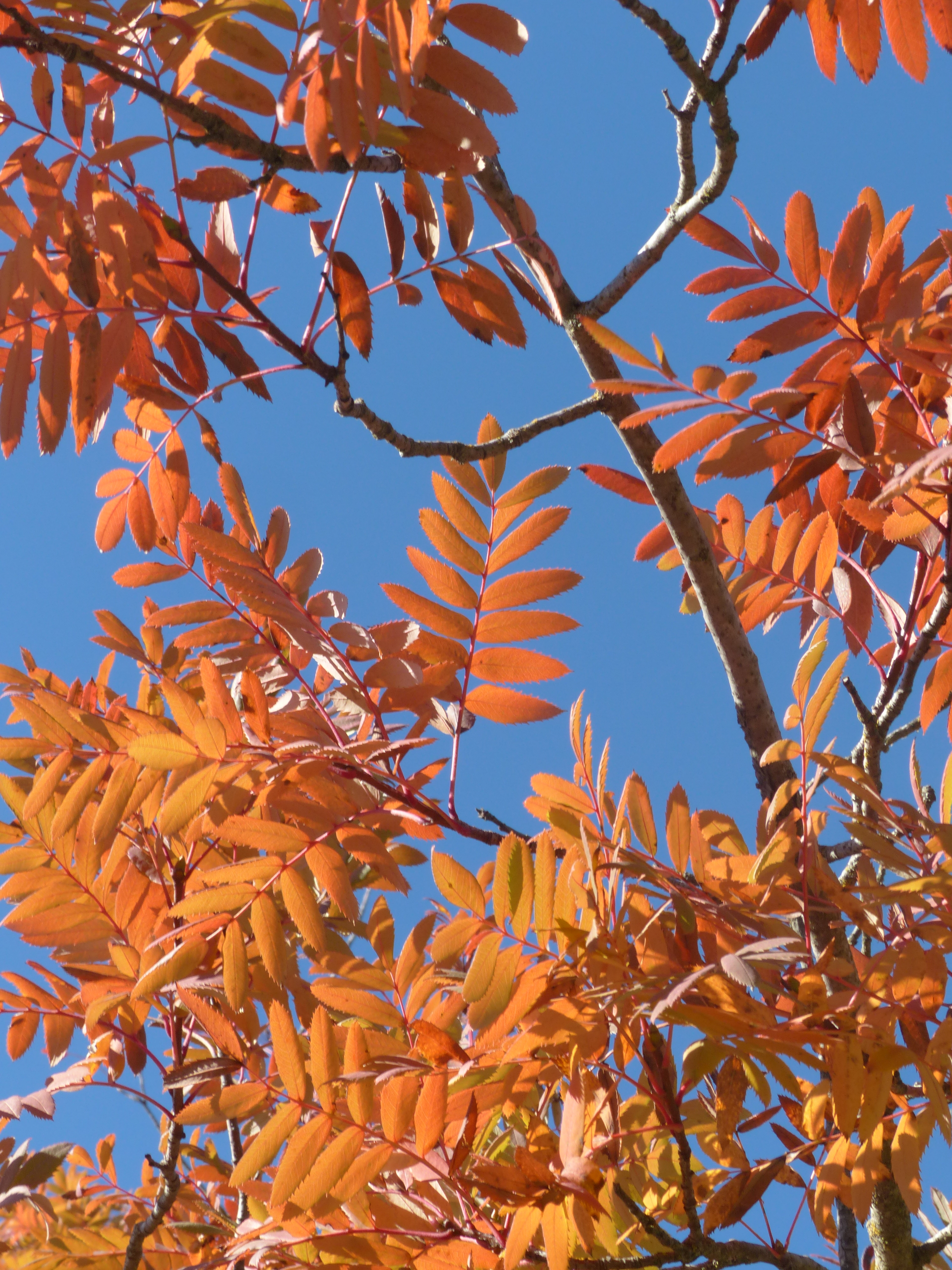
Couleur des feuilles en automne.
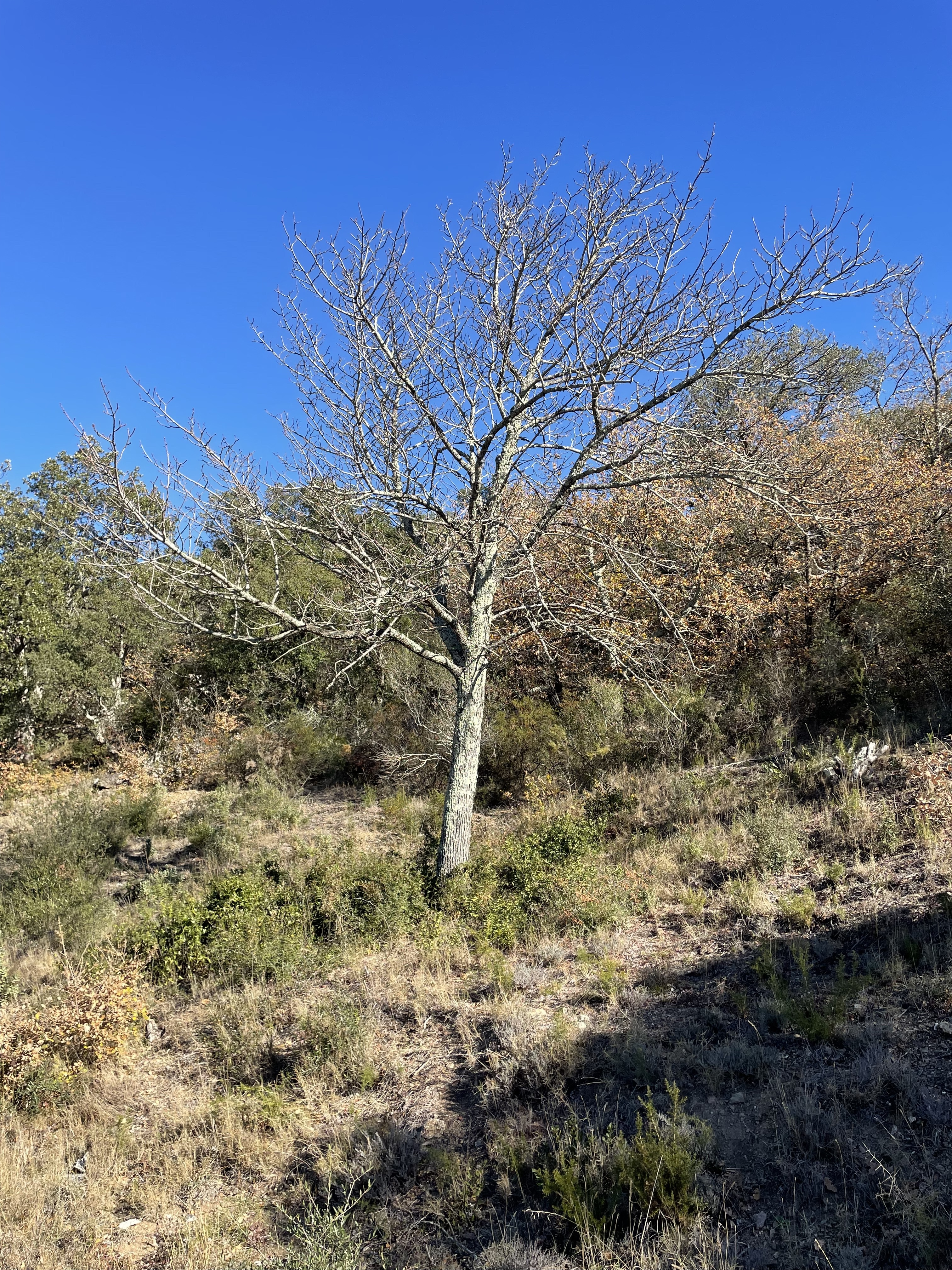
Cormier en hiver.

## Toponymes
Villes françaises dont le nom vient de cormier[réf. nécessaire] :
Corme-Royal (17)
Le Cormier (27)
Saint Aubin du Cormier (35)